# Semiothisa monticolaria
Semiothisa monticolaria är en fjärilsart som beskrevs av John Henry Leech 1897. Semiothisa monticolaria ingår i släktet Semiothisa och familjen mätare. Inga underarter finns listade i Catalogue of Life.